# Pupa

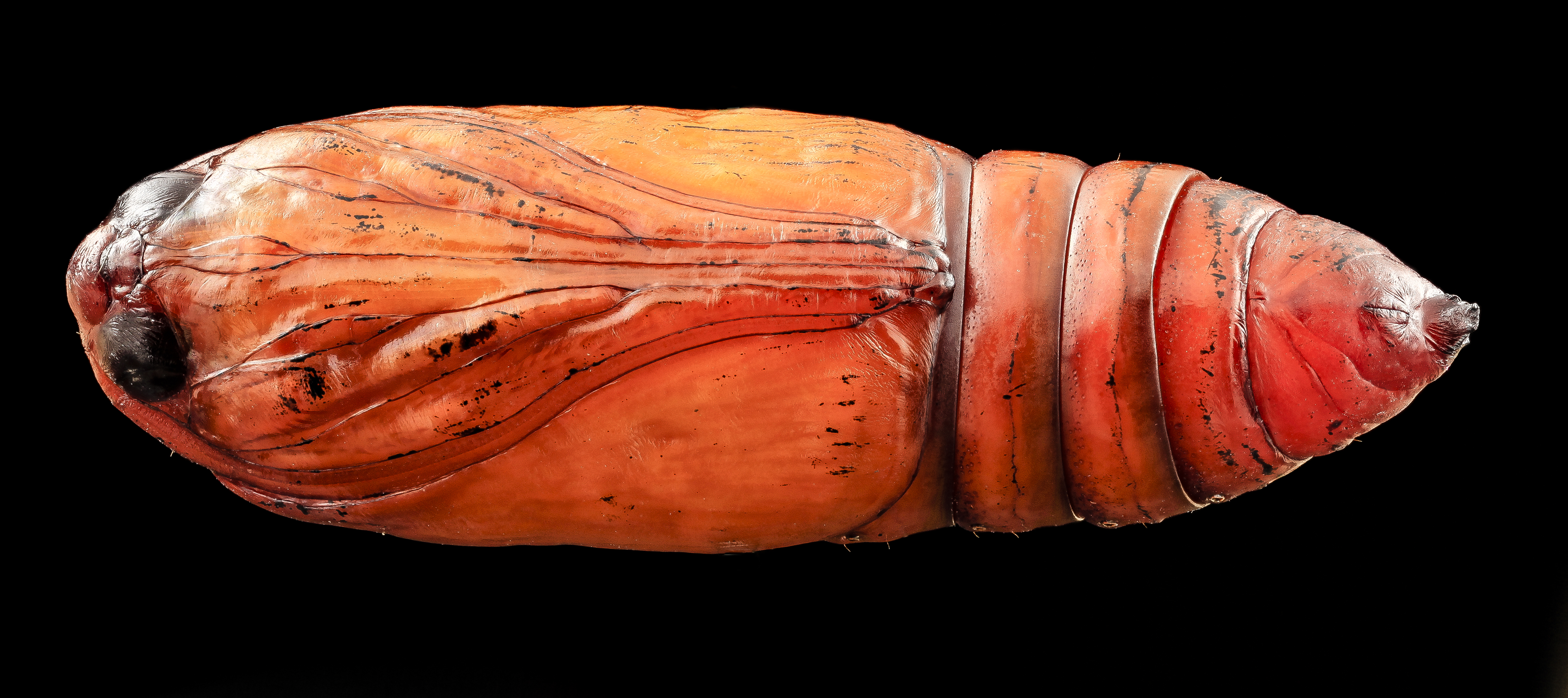
Pupa de l'espècie Agrotis ipsilon, una papallona nocturna.

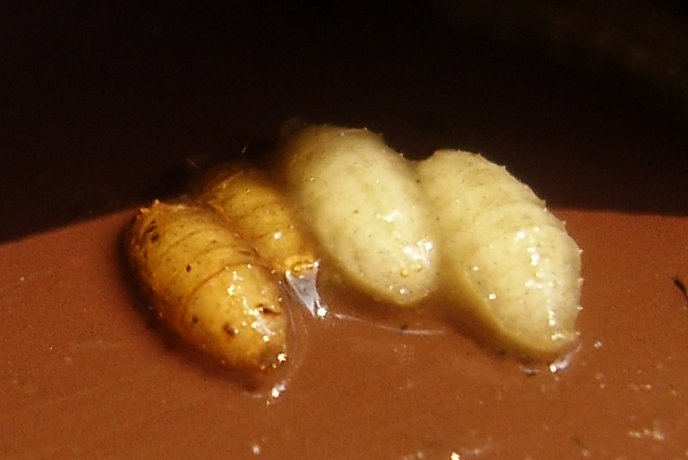
Pupes de drosòfila (la més fosca és la més gran).

La pupa és l'estat pel qual passen els insectes holometàbols per a dur a terme la metamorfosi. L'estat de pupa és un estat intermedi del cicle vital d'aquests insectes i els porta de l'estat de larva al d'imago. La pupa dels lepidòpters o papallones es coneix amb els noms de crisàlide o nimfa. La paraula prové del llatí pupa = «daurat».
A diferència dels altres dos, el de pupa és un estadi sèssil (llevat dels culícids), durant el qual l'insecte deixa d'alimentar-se i s'oculta o es tanca en una càpsula per protegir-se mentre els òrgans juvenils es reabsorbeixen i l'organisme adopta una estructura totalment diferent. No tots els insectes passen per un estat de pupa. Tot i que en un principi es creia que aquesta reorganització era més simple, existeixen proves que avalen que aquest és un estadi del desenvolupament molt actiu.
Durant l'estat de pupa, l'insecte roman immòbil i no pren cap classe d'aliment; progressivament desenvolupa potes i ales, que normalment són absents a l'estadi larval, i el seu cos adopta la característica estructura de cap, tòrax i abdomen. En general, el procés pot durar un parell de setmanes o servir addicionalment de fase de repòs en la qual l'insecte espera que les condicions ambientals es tornin favorables.
Com que són molt vulnerables en aquest estat, algunes pupes passen aquest estat sota terra o en llocs protegits, com sota la molsa o les fulles seques. Altres pupes formen un capoll de seda o coberta protectora. Generalment un capoll té forma oval i està fabricat per la larva amb un fil que segrega abans d'assolir l'estat de pupa. El capoll o capell més conegut és el de la cuc de seda, dins del qual es tanca l'eruga al moment de passar a l'estat de crisàlide.
Les pupes de diferents grups d'insectes tenen diferents noms com ara ''crisàlida'' per a les pupes de les papallones i tumbler (en anglès) per a les de la família dels mosquits. Les pupes també poden estar tancades en altres estructures com ara capolls, nius o petxines.

## Posició en el cicle de vida
L'etapa pupal segueix l'etapa de larval, o en alguns casos una etapa de prepupal, i precedeix la adultacaputxa (imago) en insectes amb metamorfosi. La pupa és una etapa sense alimentació, normalment sessil, o molt activa com en els mosquits. És durant l'etapa pupal que es formen les estructures adultes de l'insecte mentre es descomponen les estructures larvàries. Les estructures adultes creixen a partir de discs imaginaris.

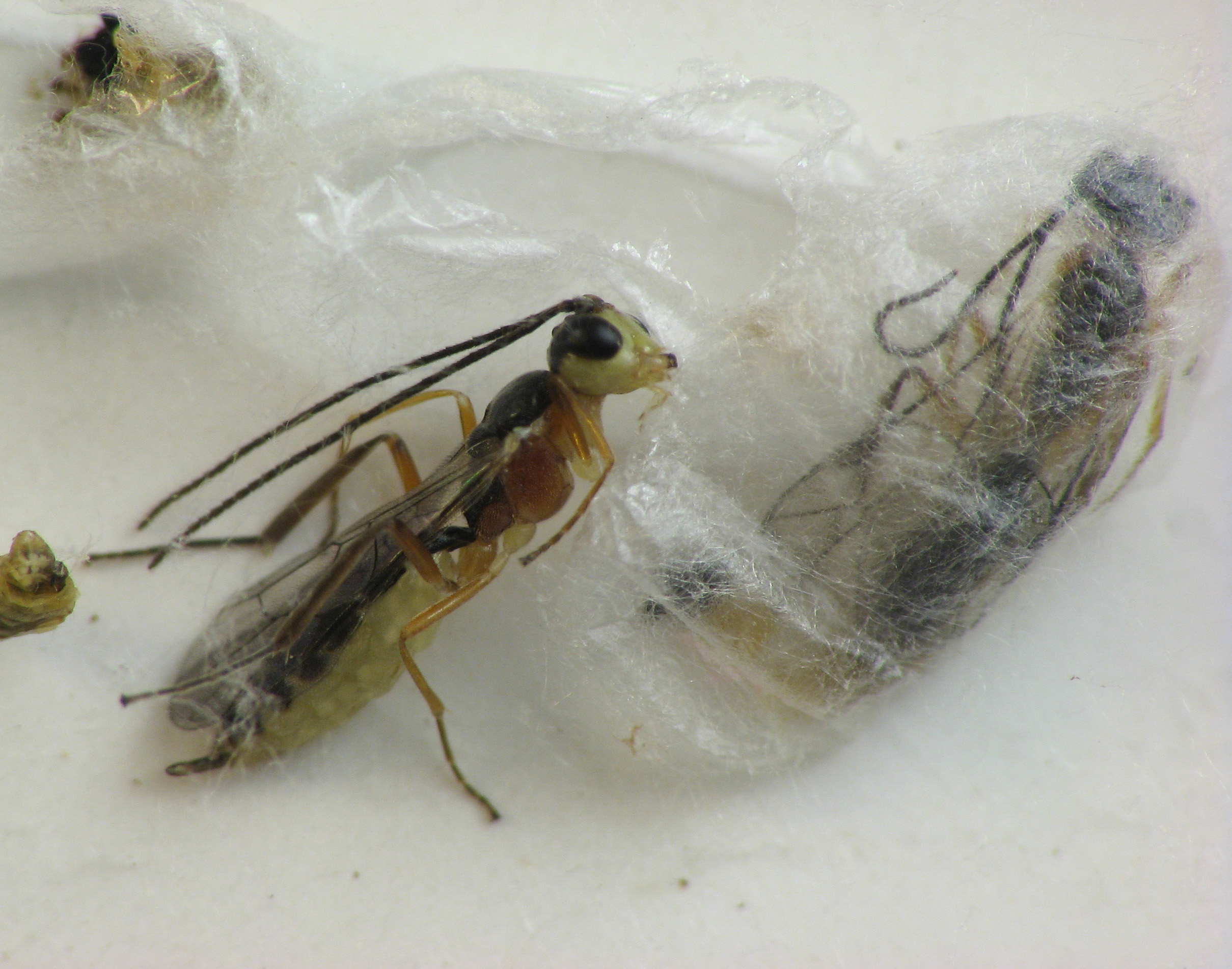
Hercus fontinalis adult que sorgeix del capoll

### Durada
L'etapa pupal pot durar setmanes, mesos o fins i tot anys, depenent de la temperatura i de l'espècie d'insecte. Per exemple, l'etapa pupal dura de vuit a quinze dies a les papallones monarca. La pupa pot entrar en dormició o diapausa fins a l'estació apropiada per emergir com un insecte adult. En climes temperats les pupes solen romandre latent durant l'hivern, mentre que als tròpics les pupes solen fer-ho durant l'estació seca.

### Aparició
Els insectes emergeixen (ecloses) de les pupes dividint la carcassa pupal. La majoria de papallones emergeixen al matí. En els mosquits, l'aparició és al vespre o a la nit. En les puces, el procés es desencadena per vibracions que indiquen la possible presència d'un hoste adequat. Abans de l'emergència, l'adult dins de l'exoesquelet pupal s'anomena farat. Una vegada que l'adult farat ha sortit de la pupa, l'exoesquelet pupal buit s'anomena exúvia; a la majoria dels himenòpters (formigues, abelles i vespes) l'exúvia és tan prima i membranosa que s'"arruga" a mesura que es desprèn. Mesurar el moment d'aquesta aparició és d'interès per als cronobiòlegs perquè el procés està regulat per rellotges circadians en moltes espècies, el que requereix diferents assaigs per mesurar el temps d'eclosió.

### Aparellament pupal

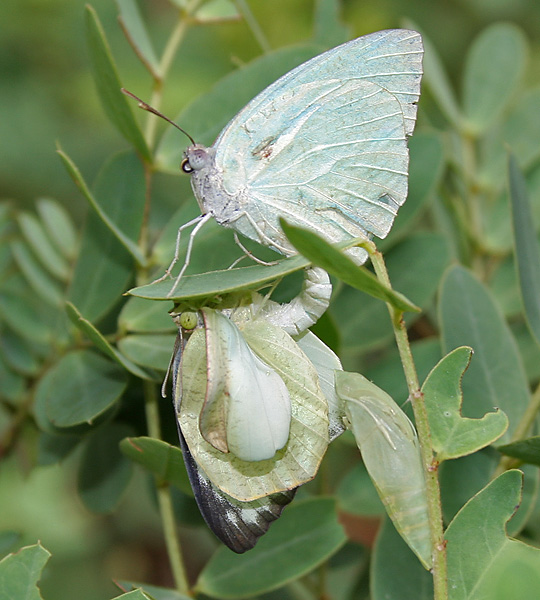
Apareament en Catopsilia pyranthe de mascle amb femella acabada de sortir.

En alguns tàxons dels lepidòpters, especialment Heliconius, l'aparellament pupal és una forma extrema d'estratègia reproductiva en la qual el mascle adult s'aparella amb una pupa femella a punt d'emergir, o amb la femella acabada de mudar; això s'acompanya d'altres accions com ara tapar l'aparell reproductor de la femella amb el tap d'aparellament, negar l'accés a altres mascles o exsuar una feromona anti-afrodisíaca.

## Defensa
Les pupes solen ser immòbils i estan en gran part indefenses. Per superar-ho, les pupes sovint es cobreixen amb un capoll, s'amaguen a l'entorn o es formen sota terra. Algunes espècies de Papallones Licènids estan protegides a la seva pupa etapa per formigues. Un altre mitjà de defensa de les pupes d'altres espècies és la capacitat de fer sons o vibracions per espantar els possibles depredadors. Algunes espècies utilitzen defenses químiques incloses secrecions tòxiques. Les pupes dels himenòpters socials estan protegides per membres adults del rusc.

## Tipus
En funció de la presència o absència de mandíbulas articulades que s'utilitzen per emergir d'un capoll o un cas de pupa, les pupes es poden classificar en dos tipus:
- Pupa decticous: una pupa amb mandíbules articulades. En són exemples les pupes dels ordres Neuròpters, Mecoptera, Trichoptera i poques famílies de Lepidòpters.
- Pupa adèctica: pupa sense mandíbules articulades. Alguns exemples inclouen els ordres Strepsiptera, Coleoptera, Hymenoptera, Diptera i Siphonaptera.

Segons si els apèndixs pupals estan lliures o units al cos, les pupes es poden classificar en un dels tres tipus:
- Pupa exarada: els apèndixs són lliures i no solen estar encapsulats dins d'un capoll. Les pupes dectiques sempre són exagerades; algunes pupes adèctiques també ho són. (Neuròpters, Tricòpters, Cyclorrhapha dels dípters, Sifonaptera, la majoria de coleòpters, himenòpters i pocs lepidòpters).
- Obtect pupa: els apèndixs estan units molt al cos i solen estar encapsulats dins d'un capoll. Algunes pupes adèctiques són formes obtect. (La majoria de lepidòpters, Nematocers i Brachycers dels dípters, Staphylinidae i Chrysomelidae Coleòpters, molts Chalcidoidea himenòpters)
- Pupa de coarctat: tancada en una cutícula endurida del penúltim estadi larvari anomenada pupari. Tanmateix, la pupa en si és de la forma de pupa adèctica exaràtica. (Ciclorrafa de dípters).

## Crisàlida

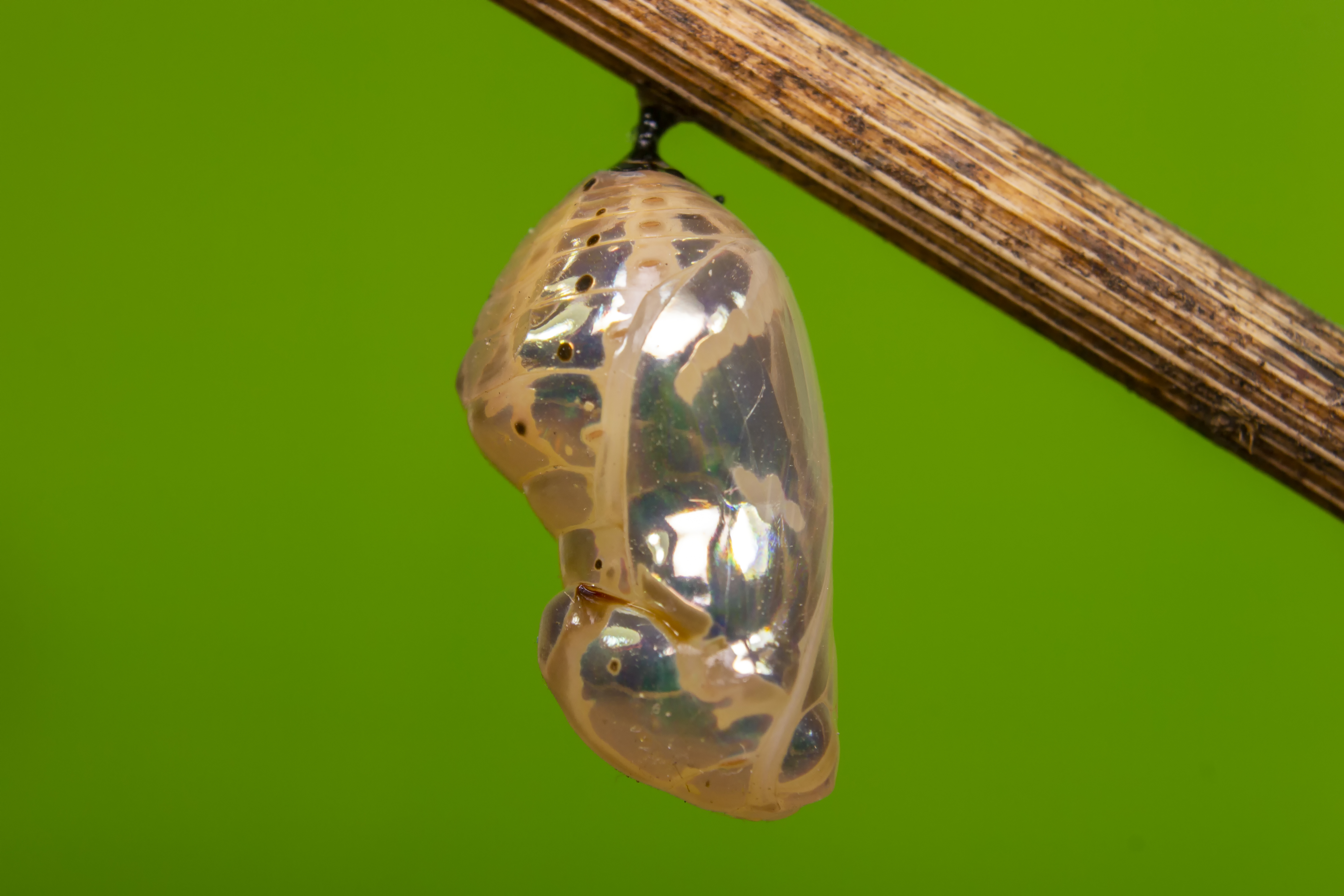
Papallona de corb comú (Euploea core) crisàlide que il·lustra la grec antic origen del terme: χρυσός (chrysós) per a or

Una crisàlide (llatí: chrysallis, de grec antic: χρυσαλλίς, chrysallis, plural: chrysalides, també coneguda com a aurelia) o nimfa és l'estadi pupal de les papallones. El terme deriva de la coloració metàl·lica-daurada que es troba a les pupes de moltes papallones, a la qual es fa referència el terme grec antic χρυσός (chrysós) per a l'or.
Quan l'eruga ja ha crescut, fa un botó de seda que utilitza per subjectar el seu cos a una fulla o branca. Aleshores, la pell de l'eruga es desprèn per última vegada. Sota aquesta pell antiga hi ha una pell dura anomenada crisàlide.
Com que les crisàlides solen ser vistoses i es formen a l'aire lliure, són els exemples més coneguts de pupes. La majoria de les crisàlides s'uneixen a una superfície mitjançant una disposició semblant a un velcro d'un coixinet de seda filat per l'eruga, generalment cimentat a la part inferior d'una perxa, i el ganxo o ganxos cremastrals que sobresurten de la part posterior de la crisàlide o cremaster a l'extrem de l'abdomen pupal pel qual l'eruga es fixa a la coixinet de seda. (Gr. kremastos 'suspès')
Com altres tipus de pupes, l'etapa de crisàlide en la majoria de papallones és aquella en què hi ha poc moviment. No obstant això, algunes pupes de papallona són capaços de moure els segments abdominals per produir sons o per espantar potencials predadorss. Dins de la crisàlide, es produeix el creixement i la diferenciació. La papallona adulta emergeix (es tanca) d'aquest i expandeix les seves ales bombejant hemolinfes a les venes hemolinfes. Tot i que aquest canvi sobtat i ràpid de pupa a imago sovint s'anomena metamorfosi, la metamorfosi és realment tota la sèrie de canvis que pateix un insecte d'ou a adult.
En emergir, la papallona utilitza un líquid, de vegades anomenat cocoonase, que suavitza la closca de la crisàlide. A més, utilitza dues urpes afilades situades a les articulacions gruixudes a la base de les ales anteriors per ajudar-se a sortir. Després d'haver emergit de la crisàlide, la papallona normalment s'asseu a la closca buida per tal d'expandir i endurir les seves ales. Tanmateix, si la crisàlide es trobava a prop del terra (com si es caigués del seu coixinet de seda), la papallona trobaria una altra superfície vertical per descansar i endurir les seves ales (com una paret o una tanca).
Les pupes de l'arna solen ser de color fosc i es formen en cèl·lules subterrànies, soltes al sòl, o la seva pupa està continguda en un estoig protector de seda anomenat capoll. La pupa d'algunes espècies com la arna abella desenvolupen crestes afilades al voltant de l'exterior anomenades adminicula que permeten que la pupa es mogui des del seu lloc d'ocultació dins del tronc d'un arbre quan és el moment que l'adult surti.
La pupa, la crisàlide i el capoll sovint es confonen, però són força diferents entre si. La pupa és l'etapa entre larva i adulta. La crisàlide es refereix generalment a una pupa de papallona, tot i que el terme pot ser enganyós, ja que hi ha algunes arnes les pupes de les quals s'assemblen a una crisàlide, per exemple: les arnes amb ales de plomall de la família Pterophoridae i algunes arnes geometrid. Un capoll és un estoig de seda que les larves de les arnes, i de vegades altres insectes, fan girar al voltant de la pupa.

## Capoll

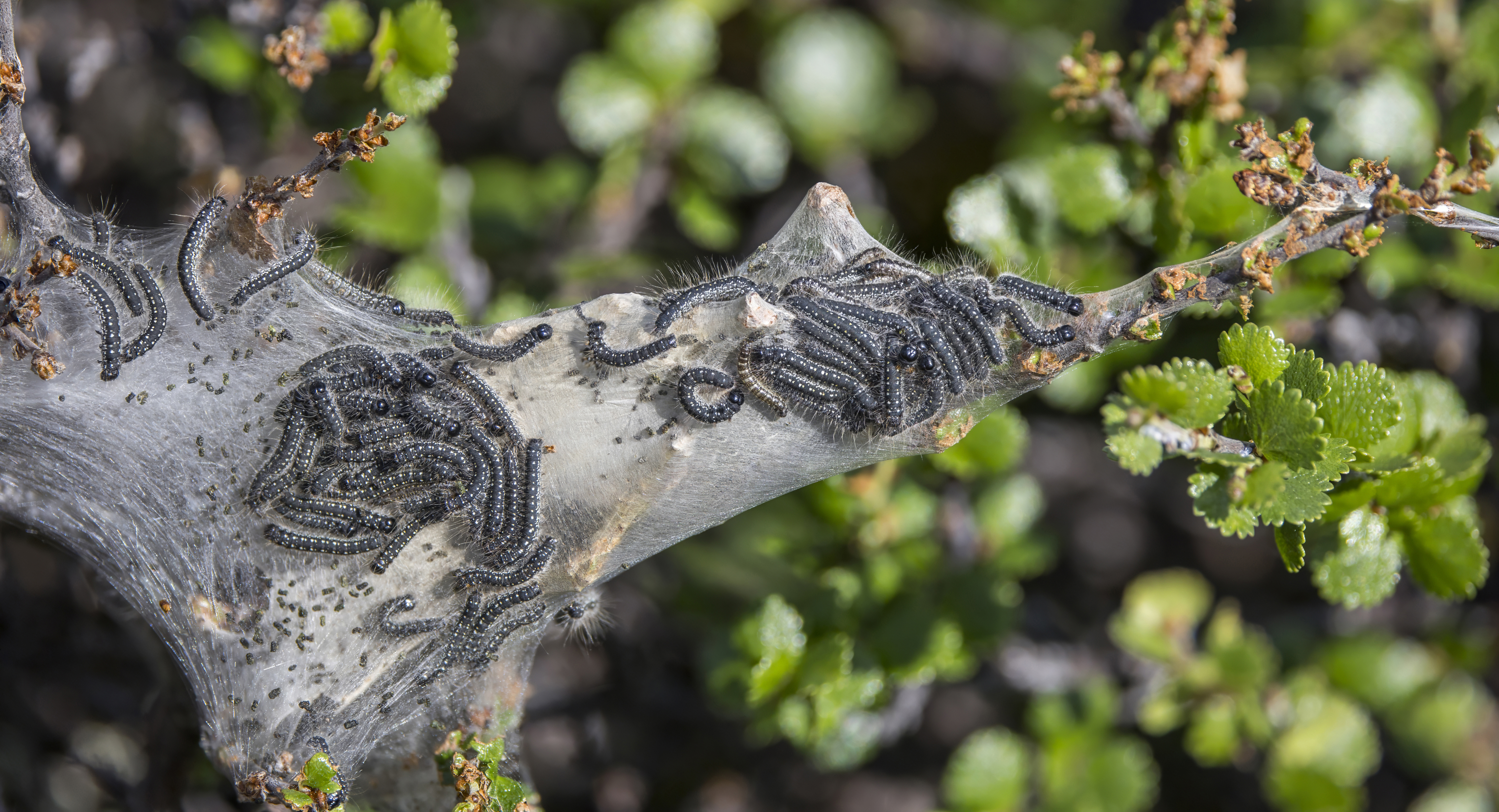
Dwarf birch spinner arnas (Eriogaster arbusculae) capoll

Un capoll és una carcassa feta de seda per moltes arnes i erugas, i nombrosos altres larva d'insectes holometàbolos com a coberta protectora per a la pupa.
Els capolls poden ser durs o suaus, opacs o translúcids, sòlids o en forma de malla, de diversos colors, o compostos per múltiples capes, segons el tipus de larva d'insecte que els produeix. Moltes erugues de l'arna es desprenen dels pèls larvaris (setae) i els incorporen al capoll; si aquests són pels urticants, el capoll també és irritant al tacte. Algunes larves enganxen branquetes petites, pellets fecals o trossos de vegetació a l'exterior del seu capoll per intentar dissimular-lo dels depredadors. Altres fan girar el seu capoll en un lloc amagat: a la part inferior d'una fulla, en una escletxa, a prop de la base d'un tronc d'arbre, suspès d'una branca. o amagat a la fullaraca.
La seda del capoll de la arna de la seda es pot desenredar per collir fibra de seda que fa d'aquesta arna el més important econòmicament de tots els lepidòpters. L'arna de la seda és l'únic lepidòpter completament domesticat; no existeix a la natura.

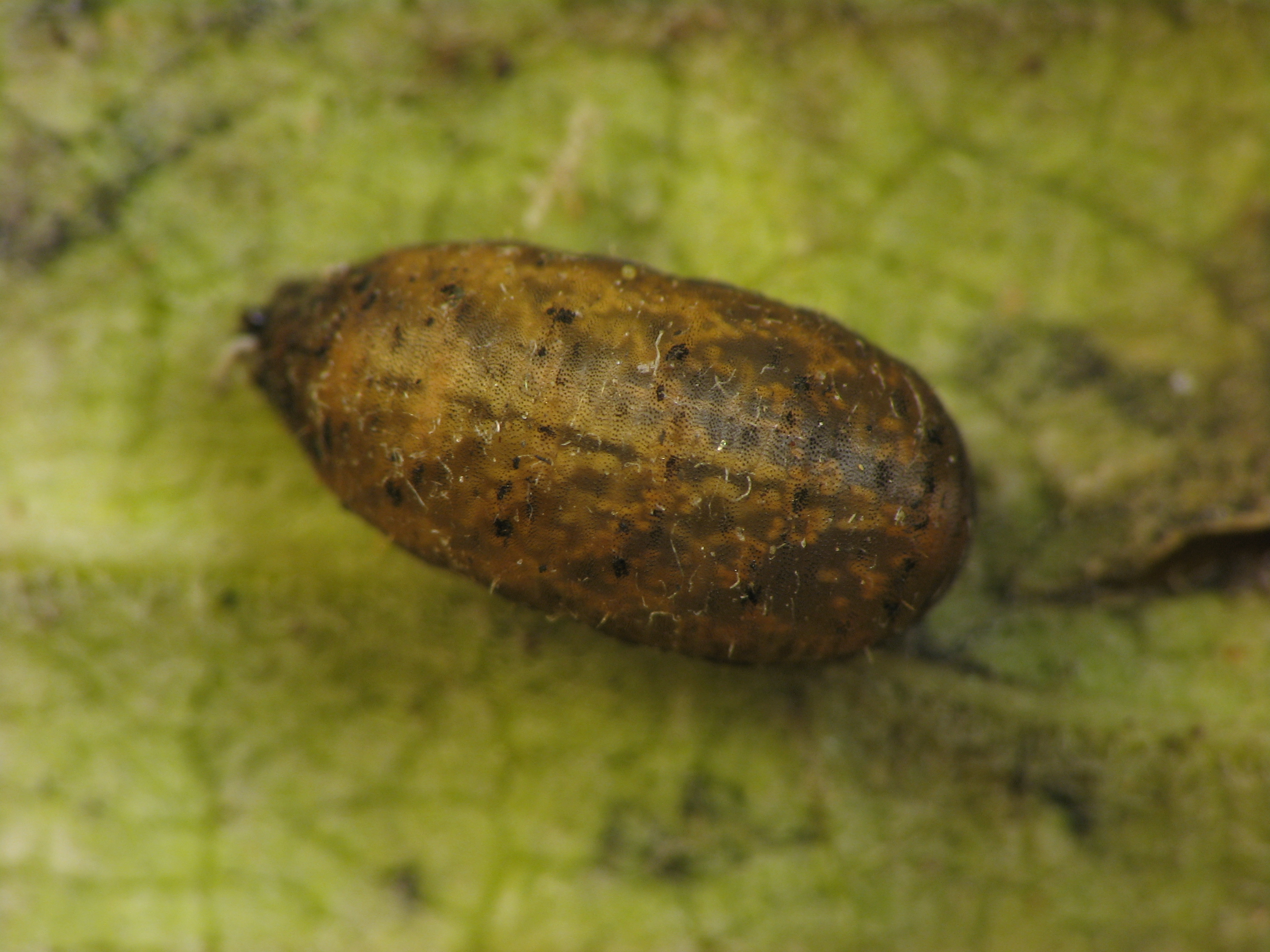
Pupari de Eupeodes americanus

Els insectes que pupen en un capoll han d'escapar-se'n, i ho fan ja sigui per la pupa que talla la seva sortida, o bé secretant enzims, de vegades anomenats cocoonase, que suavitzen el capoll. Alguns capolls estan construïts amb línies de debilitat incorporades al llarg de les quals s'esquinçaran fàcilment des de l'interior, o amb forats de sortida que només permeten un pas unidireccional cap a fora; aquestes característiques faciliten la fugida de l'insecte adult després que emergeixi de la pell de la pupa.

## Pupari
Algunes pupes queden dins de l'exoesquelet de la instar larvària final i aquesta darrera "closca" larvària s'anomena pupari (plural, puparia). Les mosques del grup Muscomorpha tenen pupàries, igual que els membres de l'ordre Strepsiptera, i la família Hemipteran Aleyrodidae.

## Vegeu tambe
- Endopterigots